# آلون ایوانز
آلون ایوانز (انگلیسی: Alun Evans؛ زادهٔ ۳۰ آوریل ۱۹۴۹) بازیکن فوتبال اهل بریتانیا است.
از باشگاه‌هایی که در آن بازی کرده‌است می‌توان به باشگاه فوتبال والسال، باشگاه فوتبال لیورپول، باشگاه فوتبال ولورهمپتون واندررز، باشگاه فوتبال استون ویلا، و تیم ملی فوتبال زیر ۲۱ سال انگلستان اشاره کرد.
وی همچنین در تیم ملی فوتبال زیر ۲۳ سال انگلستان بازی کرده‌است.